# 람피크티스과
람피크티스과(Rhamphichthyidae)는 김노투스목에 속하는 조기어류 과의 하나이다. 남아메리카의 민물에서 발견된다. 3속 16종으로 이루어져 있다. 김노투스목에 속하는 대부분의 다른 물고기들처럼 람피크티스류 또한 몸이 가늘고 길며 납작한 형태를 보이며, 생체 전기를 만드는 기관을 갖고 있다. 뒷지느러미가 가슴지느러미 앞부터 꼬리 끝단까지 길게 이어져 있다. 등지느러미는 없다.

## 하위 속
람피크티스과는 현재 3개 속으로 분류한다.
- Gymnorhamphichthys
- Iracema
- Rhamphichthys